# السيرك (باث)

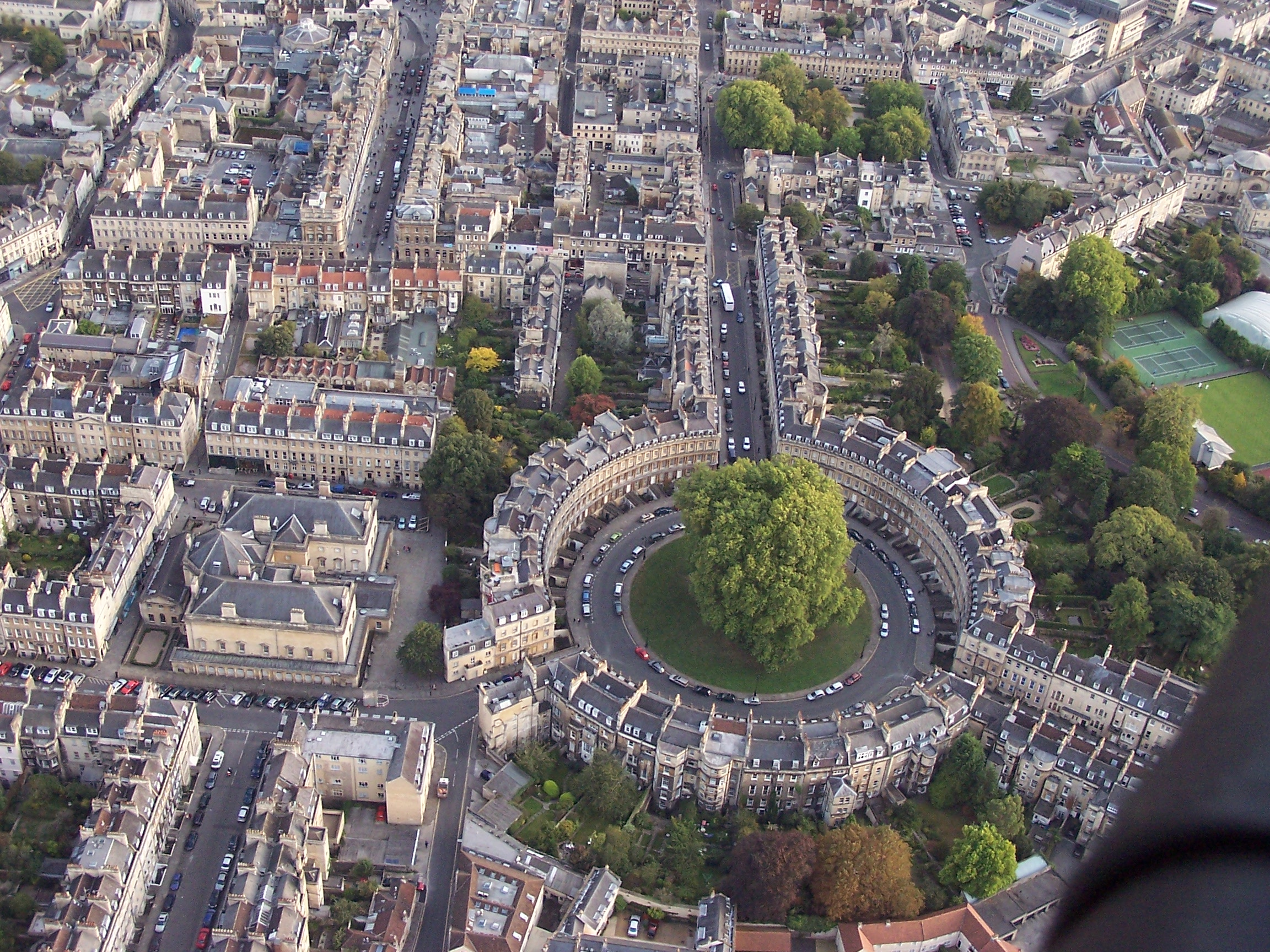
مشهد جوي للسيرك

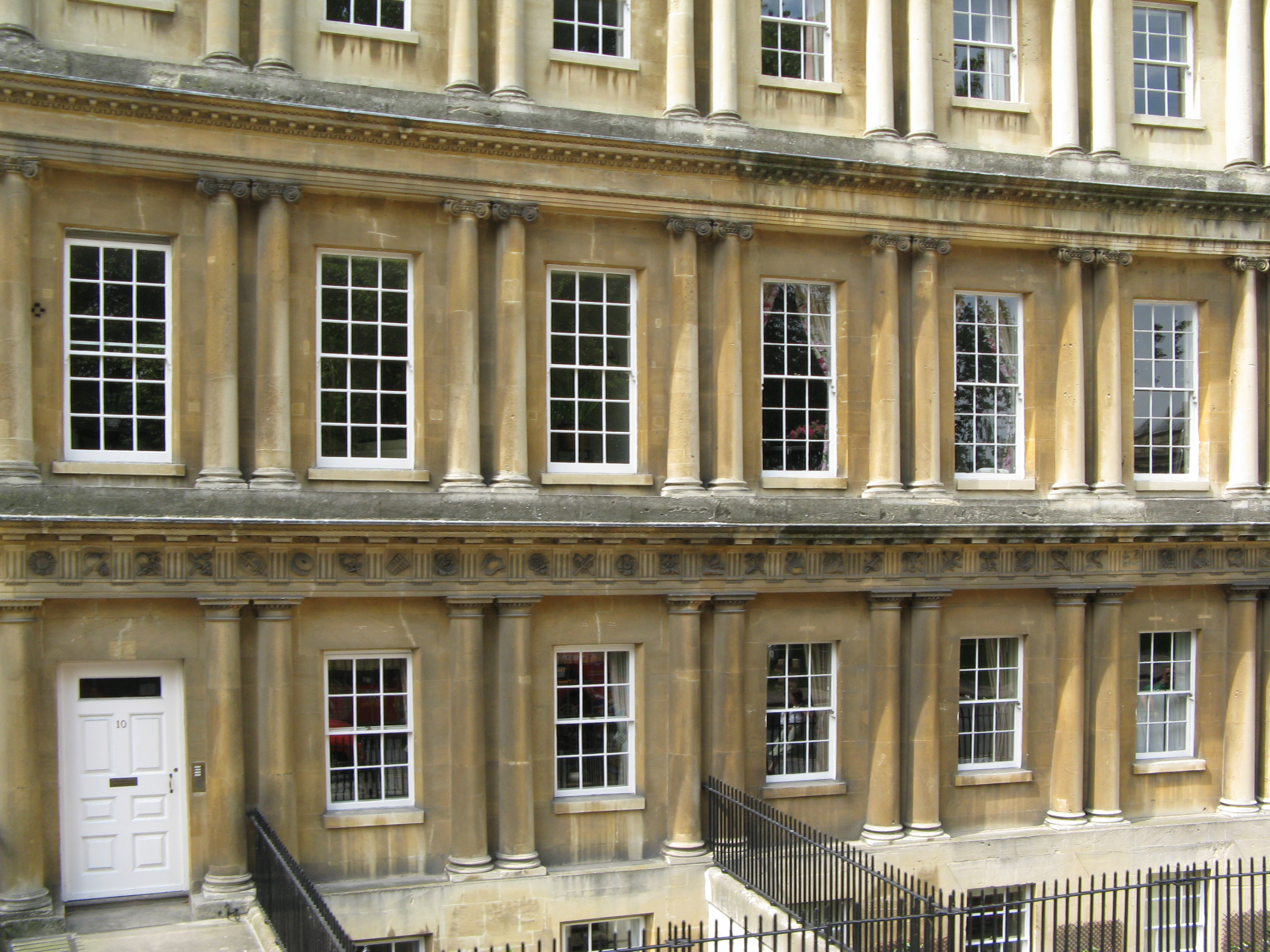
نوافذ مختلفة في الحجم، والتفاصيل بواسطة النظام الكلاسيكي

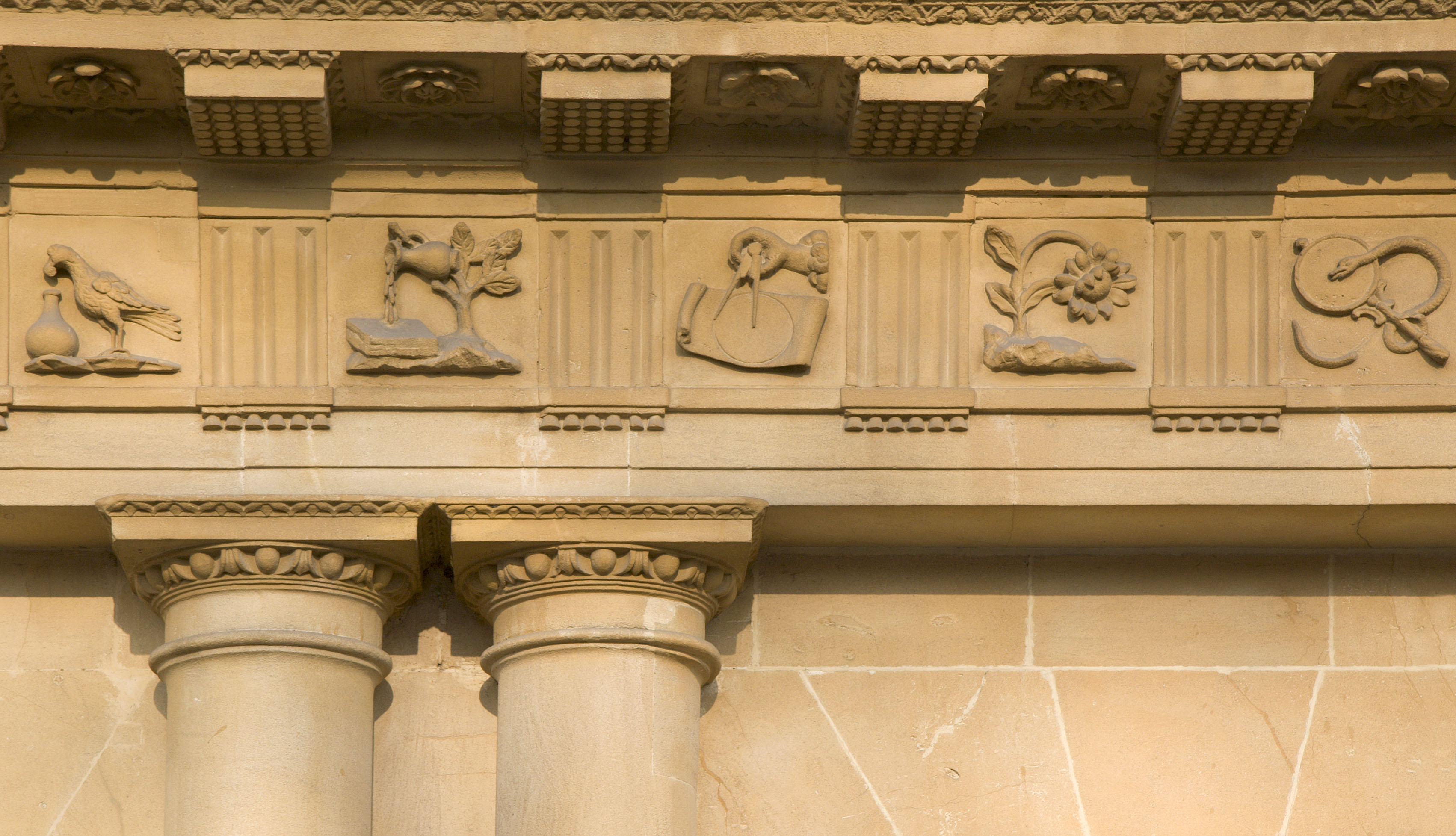
جزء من الأفريز يُظهر التريكليف المتكرر و شعارات التزيين

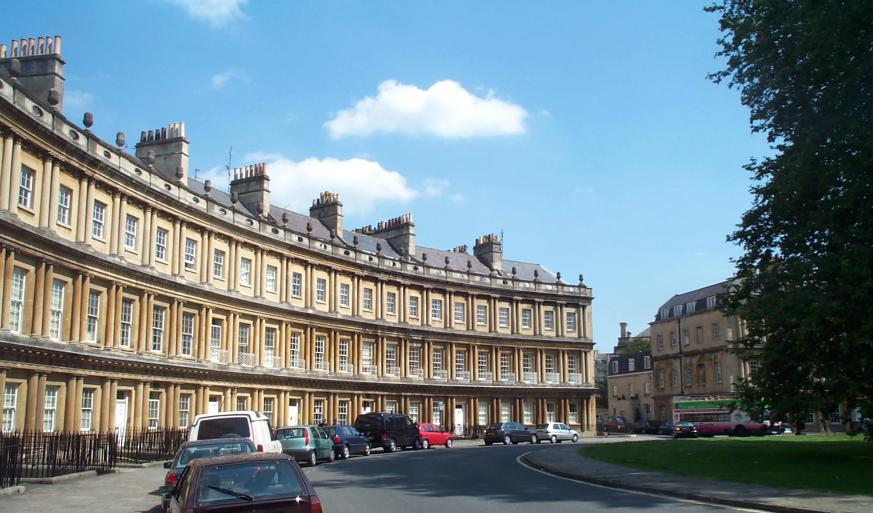
السيرك في مدينة باث

السيرك هو شارع تاريخي من مباني التاون هاوس في مدينة باث، إنجلترا، وتشكل دائرة بثلاثة مداخل. صُممت بواسطة المُهندس الشهير  جون وود الأكبر، لقد بدأ بنائه في عام 1754، وإنتهي في عام 1768، وقد تم اعتباره تصميم مثالي دائم لفن العمارة الجورجية. الاسم يأتي من اللغة اللاتينية "circus" والذي يعني خاتم، دائري، بيضاوي. وقد تم تصميمة كبناء مُدرج ذا درجة واحدة.
السيرك مقسوم إلي ثلاثة أقسام ذا أطوال متساوية، مع حديقة دائرية في المنتصف. كل قسم يقابل واحد من المداخل الثلاثة، والذي يحقق واجهة مبني كلاسيكية دائماً.

## ببليوجرافيا
- Michael Forsyth, Bath, Pevsner Architectural Guides, مطبعة جامعة ييل, 2003.
- Jean Manco, The Hub of the Circus: A history of the streetscape of the Circus, Bath (Bath and North East Somerset Council 2004).

## روابط خارجية
- Bath Past: The Circus — an article by Jean Manco.